# Demografía de La Rioja (España)
La evolución demográfica de la Comunidad Autónoma de La Rioja, ha sido creciente tanto durante el siglo XX como, sobre todo en estos primeros años del siglo XXI.

## Evolución histórica
| Gráfica de evolución demográfica de Demografía de La Rioja entre 1990 y 2010 |
|                                                                              |

A lo largo del siglo XX, la población total pasó de 189.000 habitantes en 1900, a 264.000 en el 2000, si bien alcanzó un máximo en 1994 con 267.000 habitantes, decreciendo ligeramente en los siguientes años, este ligero decrecimiento fue ampliamente compensado con el rápido crecimiento en los primeros años del siglo XXI, debido fundamentalmente a la inmigración.

## Distribución geográfica
La distribución dentro de la comunidad autónoma presenta dos zonas claramente diferenciadas:
El valle del Ebro con un continuo crecimiento, tanto por el crecimiento natural demográfico, como por la fuerte inmigración atraída por las zonas industriales y agrícolas.
La zona de la sierra, al sur, que lenta y progresivamente no solo pierde población, sino que además esta envejece, al no producirse una renovación generacional.